# Crocomela trigonata
Crocomela trigonata là một loài bướm đêm thuộc phân họ Arctiinae, họ Erebidae.